# Nevada State Route 293
Nevada State Route 293, auch Kings River Valley Road, ist ein Highway im US-Bundesstaat Nevada.
Der Highway beginnt im Kings River Valley in und endet am U.S. Highway 95 in Orovada.